# Vignole Borbera

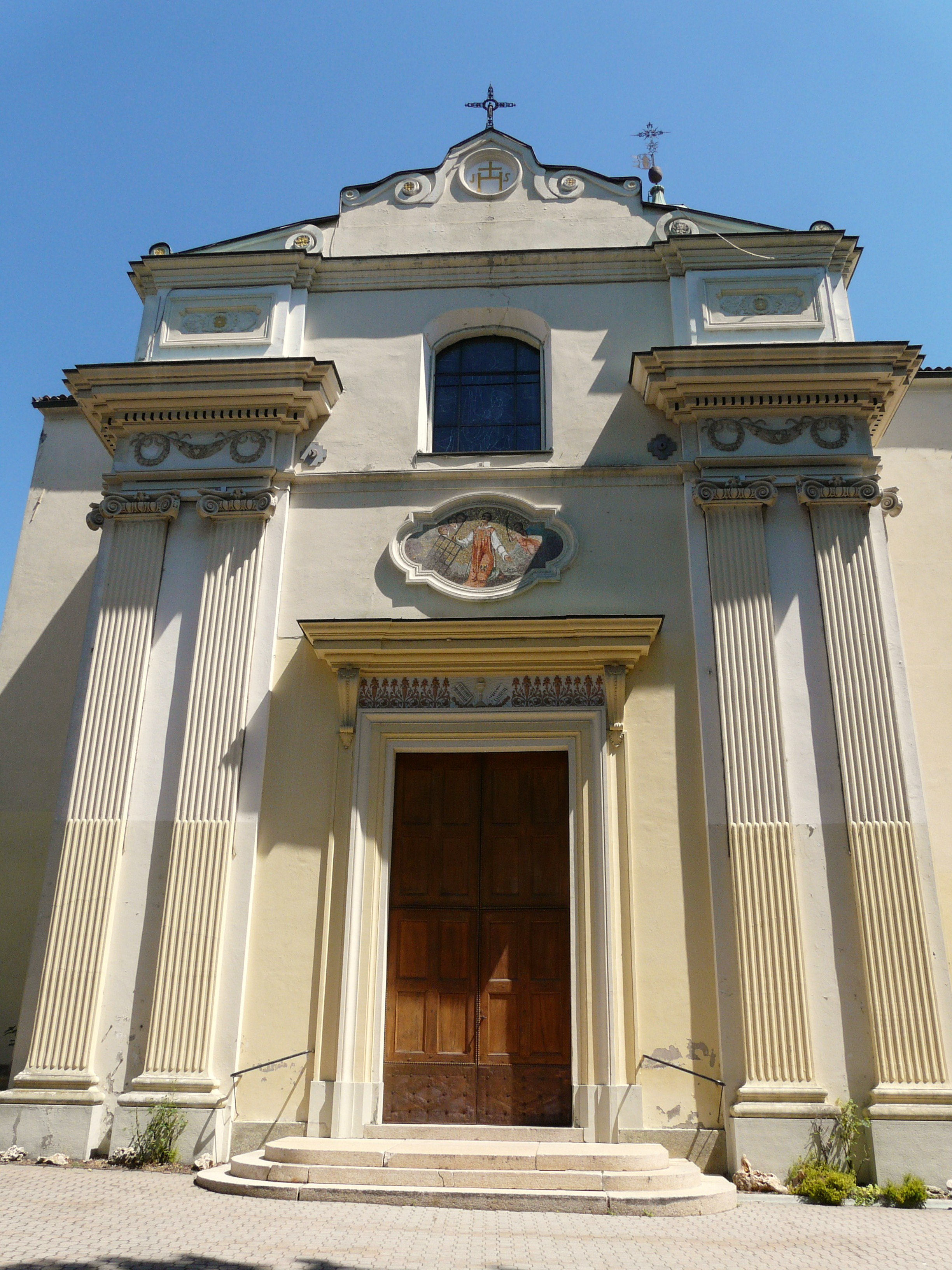
Kerk

Vignole Borbera is een gemeente in de Italiaanse provincie Alessandria (regio Piëmont) en telt 2154 inwoners (31-12-2004). De oppervlakte bedraagt 8,5 km², de bevolkingsdichtheid is 253 inwoners per km².
De volgende frazioni maken deel uit van de gemeente: Variano Inferiore en Variano Superiore.

## Demografie
Vignole Borbera telt ongeveer 951 huishoudens. Het aantal inwoners steeg in de periode 1991-2001 met 2,3% volgens cijfers uit de tienjaarlijkse volkstellingen van ISTAT.
| Jaar | Inwoneraantal |
| ---- | ------------- |
| 1991 | 1991          |
| 2001 | 2037          |

## Geografie
De gemeente ligt op ongeveer 243 m boven zeeniveau.
Vignole Borbera grenst aan de volgende gemeenten: Arquata Scrivia, Borghetto di Borbera, Grondona, Serravalle Scrivia en Stazzano.